# František Sádek
František Sádek (23. října 1913, Říčany u Prahy – 21. ledna 1998, Praha) byl český filmař – herec,
kameraman, střihač, animátor, scenárista a režisér.

## Život
Po maturitě na gymnáziu vystudoval práva na Karlově Univerzitě. Během svých studií se uchytil u filmu, zahrát si několik drobnějších filmových rolí ve snímcích Před maturitou z roku 1932 nebo ve snímku Milan Rastislav Štefánik z roku 1935.
Tehdy jej zaujala filmová profese kameramana, což je vedlo k tomu, že začal sám natáčet krátké dokumentární filmy. Během 2. světové války pak také začal pracovat jako asistent režie režiséra Karla Antona. Po skončení války spolupracoval ve Zlíně s Hermínou Týrlovou na jejím proslulém animovaném snímku Vzpoura hraček z roku 1946, poté pracoval i na dalším animovaném snímku Praha v říjnu z téhož roku. Začal pracovat i pro Československý filmový týdeník.
V roce 1947 se také prosadil jako spolurežisér ve hraném filmu, kdy společně s Alfrédem Radokem natočil úspěšnou komedii Parohy. Jeho první samostatnou režijní prací se posléze stal komediální film Červená ještěrka z téhož roku.
Během příprav svého dalšího nikdy nerealizovaného filmu Severní nádraží (podle stejnojmenné knižní předlohy Adolfa Branalda) byl zatčen kvůli své odbojové protikomunistické činnosti proti nastupujícímu komunistickému režimu v Československu. Tehdy působil v odbojové skupině nazývané Za pravdu, která vydávala protikomunistické letáky.
Byl odsouzen za protistátní činnost na 12 let a v letech 1949 až 1955 byl skutečně vězněn v Pankrácké věznici a v Jáchymově.
Po svém propuštění z vězení pracoval pouze jako pomocný režisér u Karla Kachyni nebo Jiřího Krejčíka. V roce 1963 vytvořil svůj jediný televizní film Lichá středa. V roce 1968 mu bylo naposledy dovoleno natočit samostatně krátký dokumentární film Němý svědek o počátcích filmové kariéry režiséra Martina Friče.
V době normalizace u filmu opět pracoval pouze jako pomocný režisér, příležitostně i jako překladatel textů cizojazyčných filmů do češtiny.

## Filmografie

### Herec
- 1935 Srdce na kolejích – host v hotýlku
- 1934 Milan Rastislav Štefánik – vysokoškolák
- 1932 Anita v ráji – zaměstnanec firmy
- 1932 Před maturitou – student

### Režie
- 1968 Němý svědek (dokumentární film)
- 1963 Lichá středa (televizní film)
- 1947 Červená ještěrka (hraný film)
- 1947 Vzpoura hraček (animovaný film – spolurežisér Hermína Týrlová)
- 1947 Parohy (hraný film – spolurežisér Alfréd Radok)

### Námět a scénář
- 1947 Tři kamarádi (scénář)
- 1963 Lichá středa (televizní film – námět i scénář)
- 1968 Němý svědek (scénář)

### Kamera
- 1946 Cesta k barikádám

### Asistent režie
- 1966 Flám
- 1945 Peter Voss, zloděj miliónů (pseudonym Franz Sadek)
- 1944 Podvodnice (pseudonym Franz Sadek)
- 1944 V Krampově věci (pseudonym Franz Sadek)
- 1943 Kolega hned přijde (pseudonym Franz Sadek)
- 1936 Trhani

### Pomocná režie
- 1976 Dům Na poříčí
- 1975 Zrcadlo pro Kristýnu
- 1974 Motiv pro vraždu
- 1972 Cesty mužů
- 1970 Svatby pana Voka
- 1967 Muž, který stoupl v ceně
- 1966 Dívka se třemi velbloudy
- 1966 Dva tygři
- 1966 Revue v mlze (televizní film)
- 1965 Ať žije republika

### Překladatel
- Včelka Mája (televizní seriál)